# کنیفریل الکل
کنیفریل الکل (به انگلیسی: Coniferyl alcohol) یک ترکیب شیمیایی با شناسه پاب‌کم ۱۵۴۹۰۹۵ است. 